# Krnice pri Novakih
Krnice pri Novakih – wieś w Słowenii, w gminie Gorenja vas-Poljane. W 2018 roku liczyła 32 mieszkańców.